# Icon of the Seas
El Icon of the Seas es un crucero propiedad de Royal Caribbean International y es el primer barco de la clase Icon actualmente. Entró en servicio en 2024, cuenta con un tonelaje de registro bruto de 250 800 toneladas, lo que le convierte en el crucero más grande del mundo por tonelaje bruto.

## Diseño

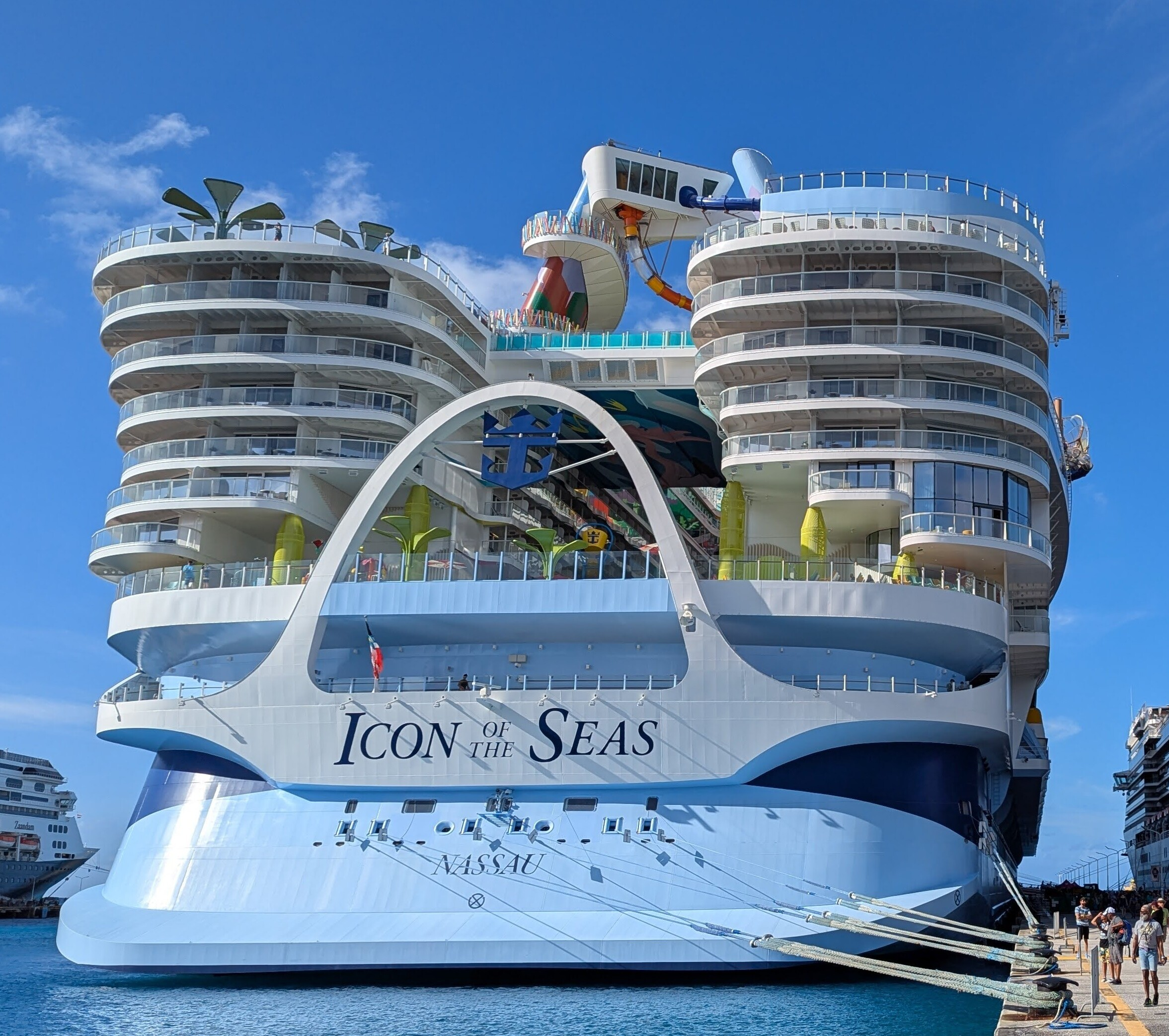
Vista de la popa del Icon of the Seas.

El Icon of the Seas emplea tecnología de pila de combustible, que serán suministrados por ABB Group, y estarán propulsados por gas natural licuado, con un tonelaje de 250 800 Toneladas. Contendrá otras características de energía alternativa, como el uso de celdas de combustible para producir electricidad y agua dulce.
El barco tendrá una tripulación de 2350 y una capacidad de 5610 pasajeros en ocupación doble o 7600 pasajeros en capacidad máxima.
Cuenta con 20 cubiertas con 7 piscinas y 6 toboganes de agua. Afirma tener la cascada más alta, el tobogán de agua más alto, el parque acuático más grande y la primera piscina infinita suspendida de cualquier barco.

## Construcción
El 10 de octubre de 2016, Royal Caribbean y Meyer Turku anunciaron un pedido para construir dos barcos bajo el nombre de proyecto «Icon». Se espera que los barcos se entreguen en el tercer trimestre de 2023 y en 2025. Los barcos serán clasificados por DNV.
Royal Caribbean registó una marca comercial para Icon of the Seas en 2016, que en ese momento se sugirió como una indicación del nombre del primer barco.
El corte de acero para el Icon of the Seas comenzó el 14 de junio de 2021. El 28 de octubre de 2021, Royal Caribbean anunció que se instaló el primer tanque de GNL para el barco en Neptun Werft en Rostock, Alemania. En diciembre de 2021, la unidad flotante de la sala de máquinas, incluidos los tanques de GNL, fue trasladada a Turku por un remolcador. La quilla se colocó el 5 de abril de 2022.
En mayo de 2022, Royal Caribbean confirmó que el Icon of the Seas sería más grande que los buques de la clase Oasis, los cruceros más grandes del mundo hasta ese momento.
El 19 de junio de 2023, el Icon of the Seas zarpó para la primera de sus pruebas en el mar. Regresó al astillero Meyer Turku el 22 de junio. Ahora se realizarán los ajustes finales al barco en sus sistemas, y los espacios interiores se completarán y amoblarán durante esta fase.
El 27 de noviembre de 2023, el Icon of the Seas, fue entregado oficialmente a Royal Caribbean. Una vez entregado, el crucero entró en dique seco en el astillero de Navantia reparaciones de Cádiz para su puesta a punto tanto en la acomodación, restaurantes, piscinas y demás entretenimientos como unas últimas correcciones de su sistema de propulsión. El 13 de diciembre de 2023, con el barco en el mencionado dique de Navantia se reveló que el Icon of the Seas fue bautizado por el futbolista Lionel Messi.

## Estructura

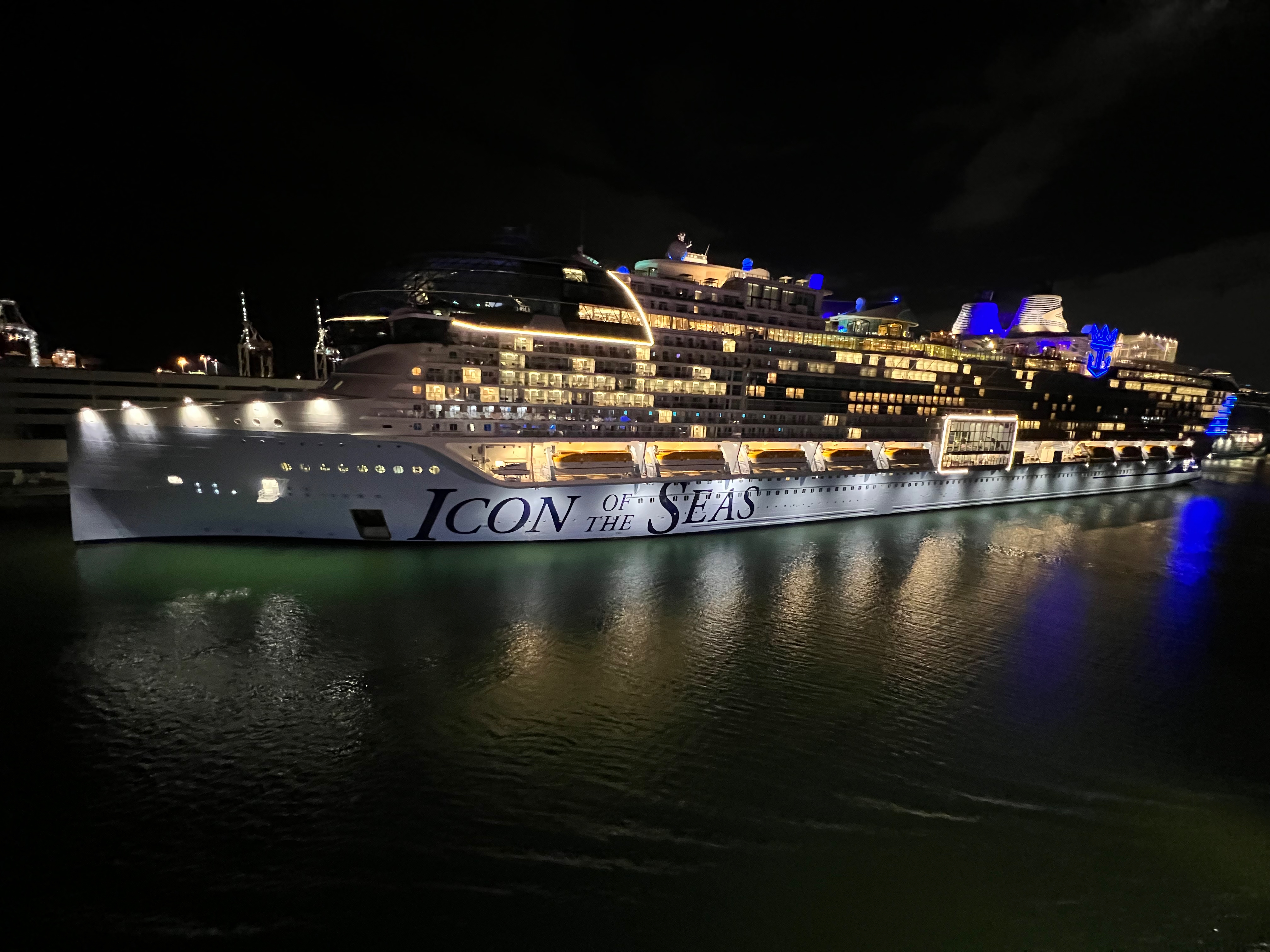
El Icon of the Seas fondeado en PortMiami.

El crucero que tiene 20 pisos, más de 40 bares y restaurantes, tendrá 28 formas de hospedarse y se divide en cinco «vecindarios» estos son:
- Thrill Island, que albergará el parque acuático más grande del mar con toboganes de más de 14 metros, balsas que se deslizan en el mar y circuitos de cuerdas sobre el mar para balancearse en las alturas.
- Chill Island, donde se encontrarán siete piscinas, entre ellas la más grande de los cruceros, una que incluye un bar de cocteles helados y una que tiene vista al mar con bordes infinitos.
- Surfside, que incluirá el vecindario principalmente pensado para familias jóvenes y niños, con lugares para descansar y sectores exclusivos para juegos de adolescentes e infantes.
- The Hideaway, el más alto de todos, con 41 metros sobre el océano, tendrá clubes de playas y la primera piscina suspendida en el mar, rodeada por un amplio solárium con un bar exclusivo.
- AquaDome, donde se presentaran todos los espectáculos acuáticos de AquaTeather con una cascada en el medio de la pista, con restaurantes, bares y proyección de última generación.

## Historial operativo
El 10 de enero de 2024 el Icon of the Seas atracó en el Puerto de Miami, con su viaje inaugural oficial programado para el 27 de enero de 2024.  Su viaje inaugural oficial comenzó el 27 de enero desde el puerto de Miami en Estados Unidos.
El 25 de junio de 2024 se informó de un incendio a bordo mientras estaba atracado en Costa Maya, México. Se cortó la electricidad durante un rato, pero las llamas se extinguieron rápidamente.
El 23 de septiembre de 2024, el Icon of the Seas sufrió un problema técnico que provocó que navegara a velocidad reducida y no pudiera hacer escala en el puerto de St. Thomas el 25 de septiembre. Después de atracar en Miami el 28 de septiembre, el Icon of the Seas navegó hasta Freeport en las Bahamas para realizar tareas de mantenimiento. Se canceló todo el crucero de las semanas siguientes mientras Royal Caribbean reparaba la falla.
El 25 de julio de 2025, un tripulante, un sudafricano de 35 años, presuntamente apuñaló varias veces a una sudafricana de 28 años a bordo del crucero Icon of the Seas . El hombre huyó del lugar y saltó del barco, según la policía. Posteriormente, el personal médico a bordo lo encontró muerto.

## Galería

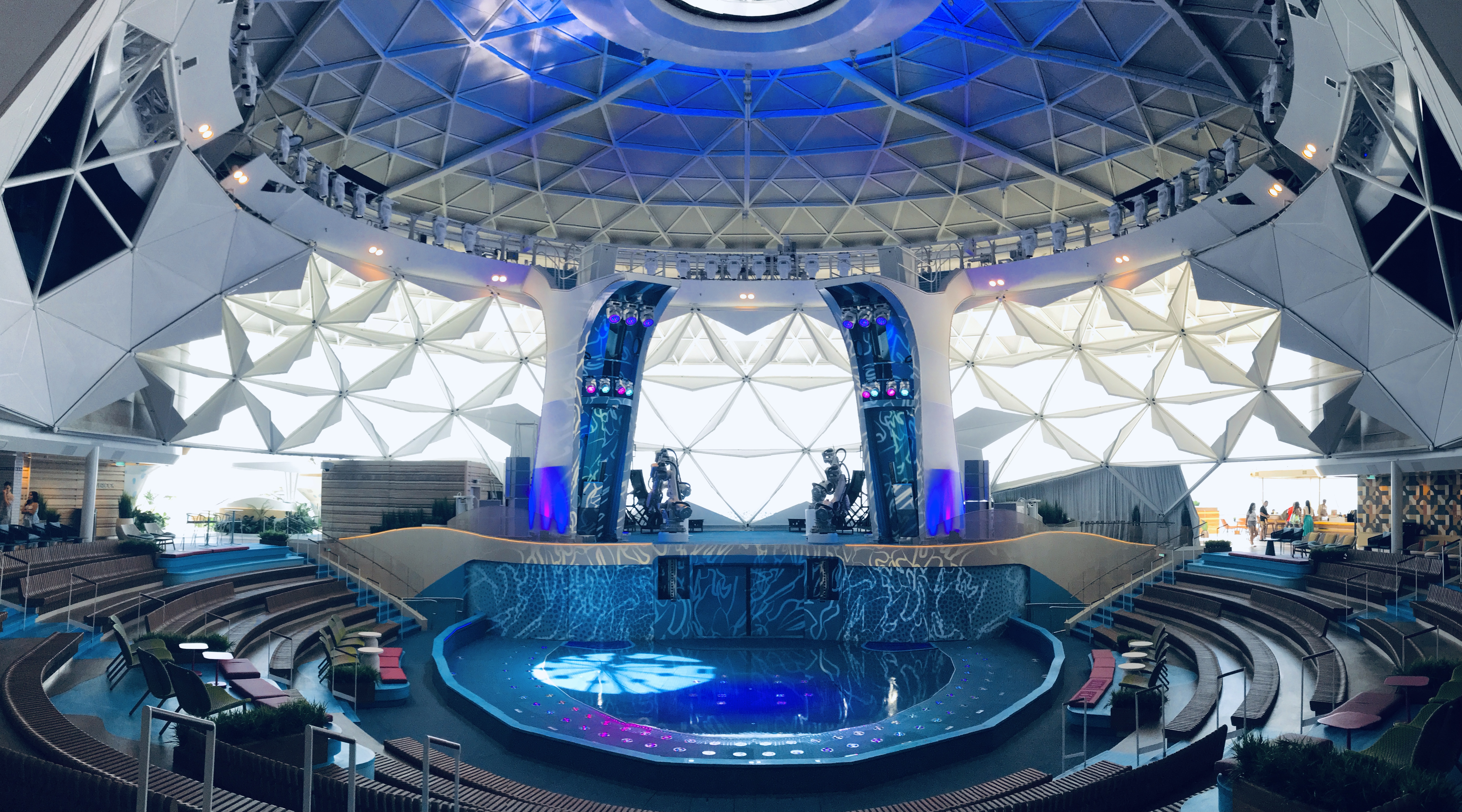
Aquadome
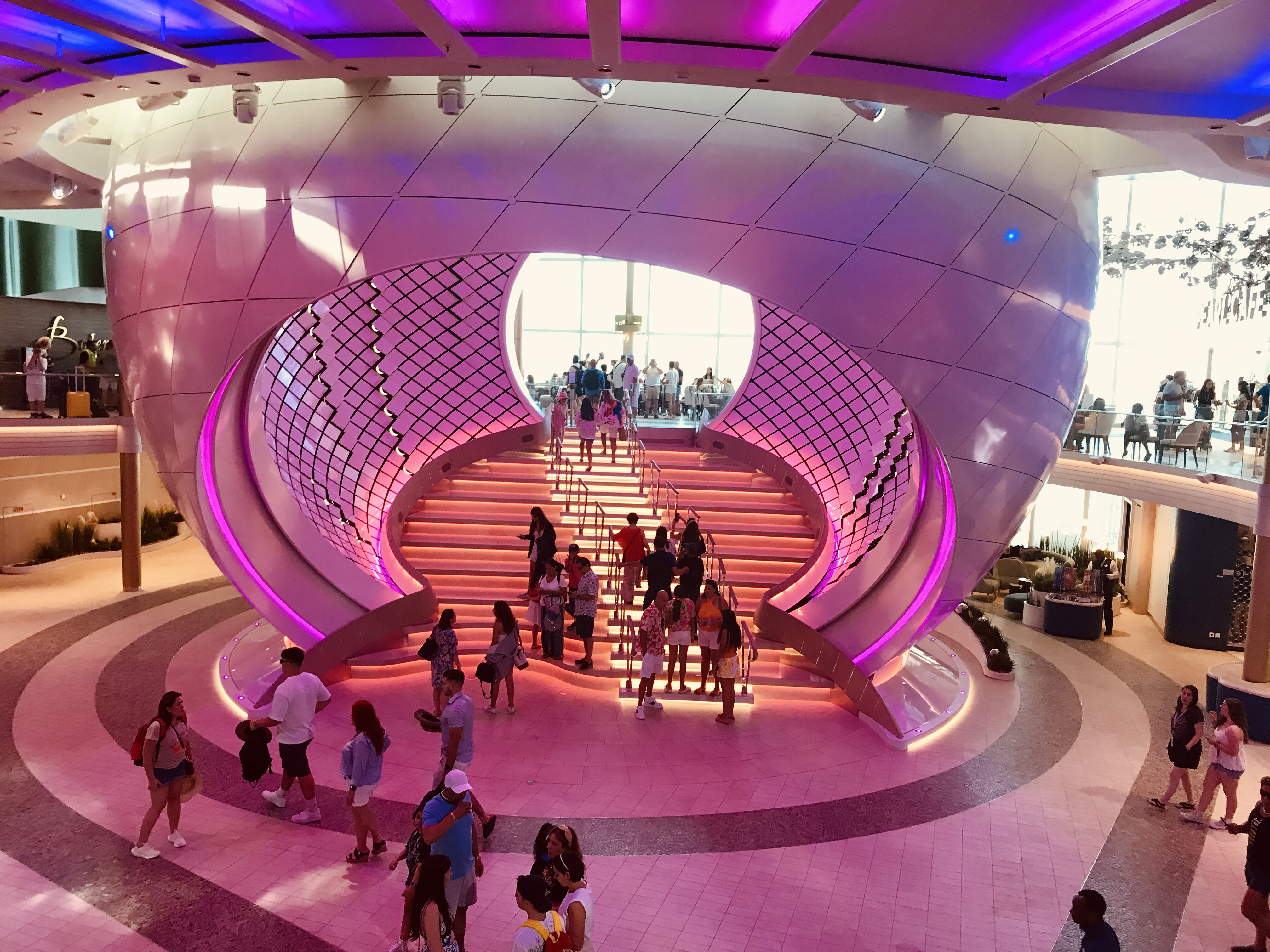
La Perla, instalación de arte estructural en el Paseo Real
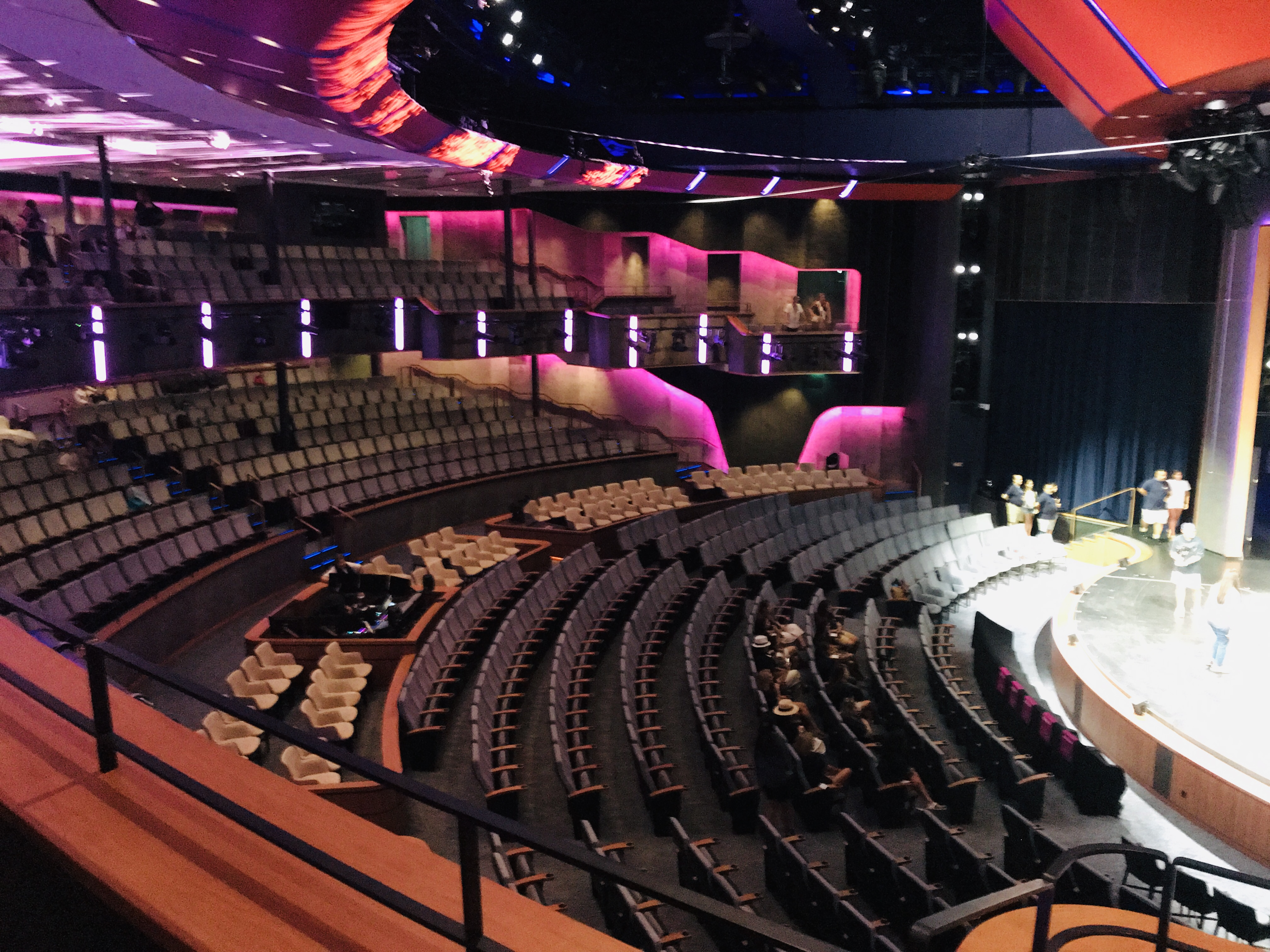
El Teatro Real
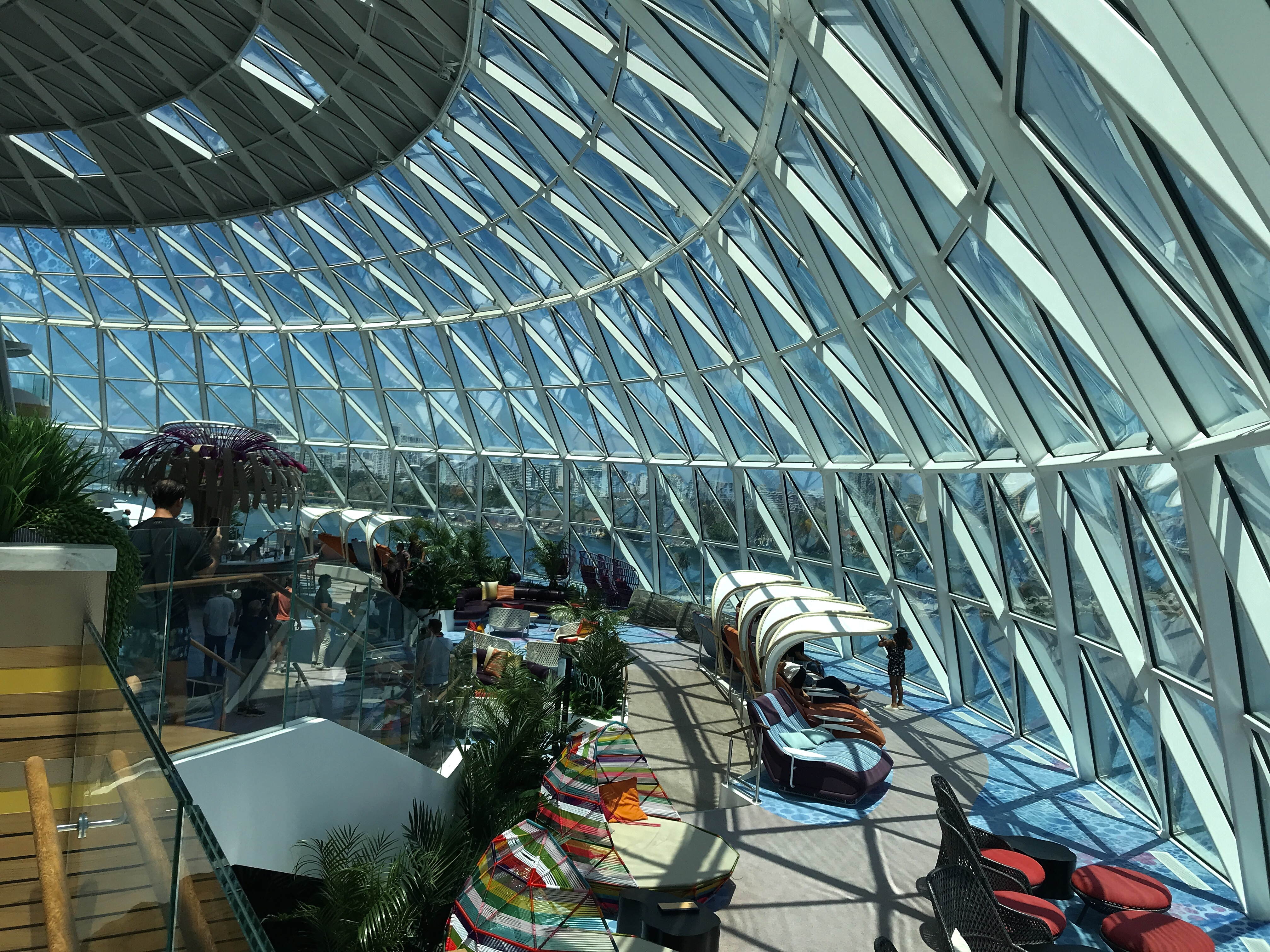
El bar Overlook en el Aquadome
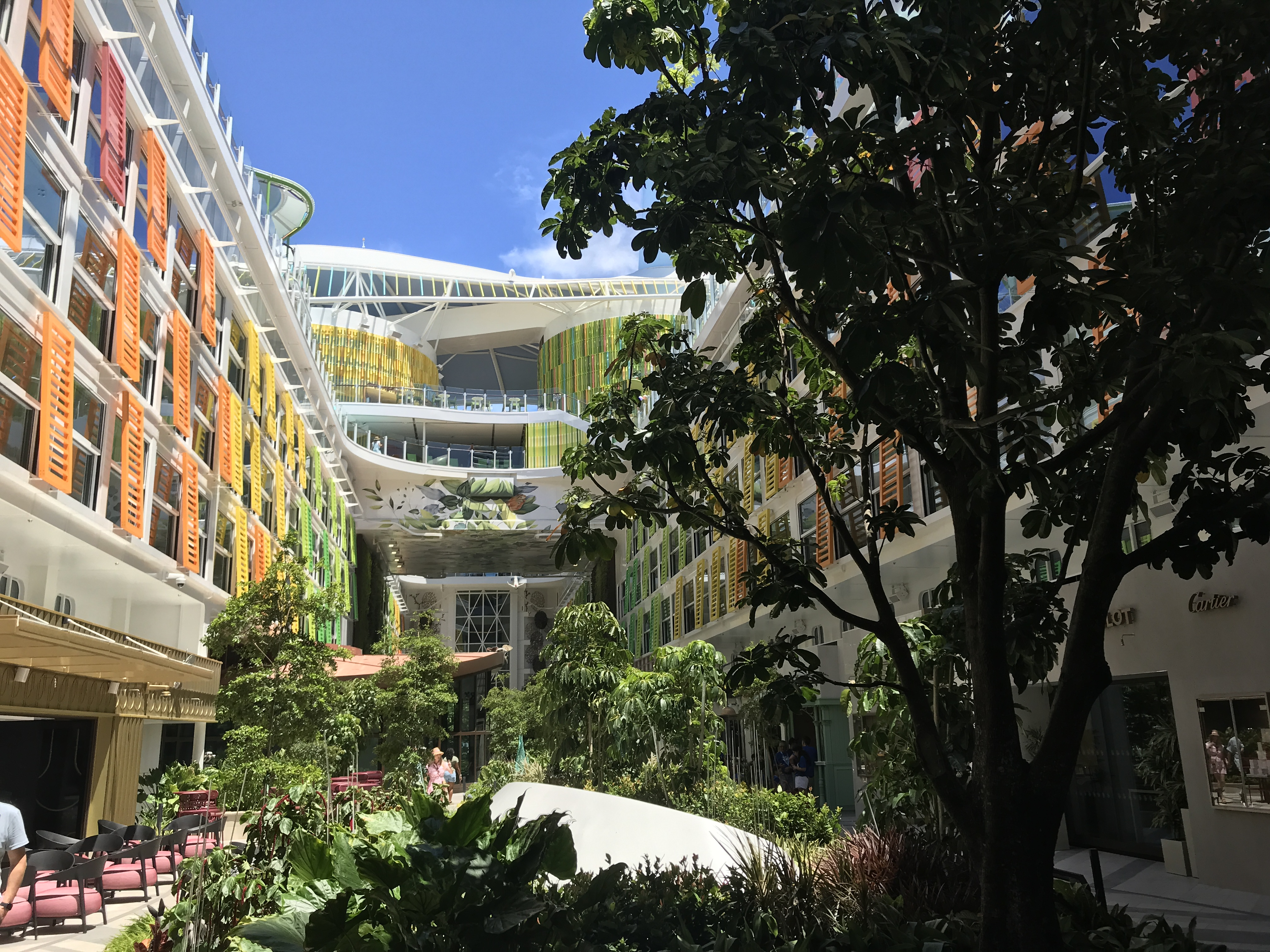
Parque Central
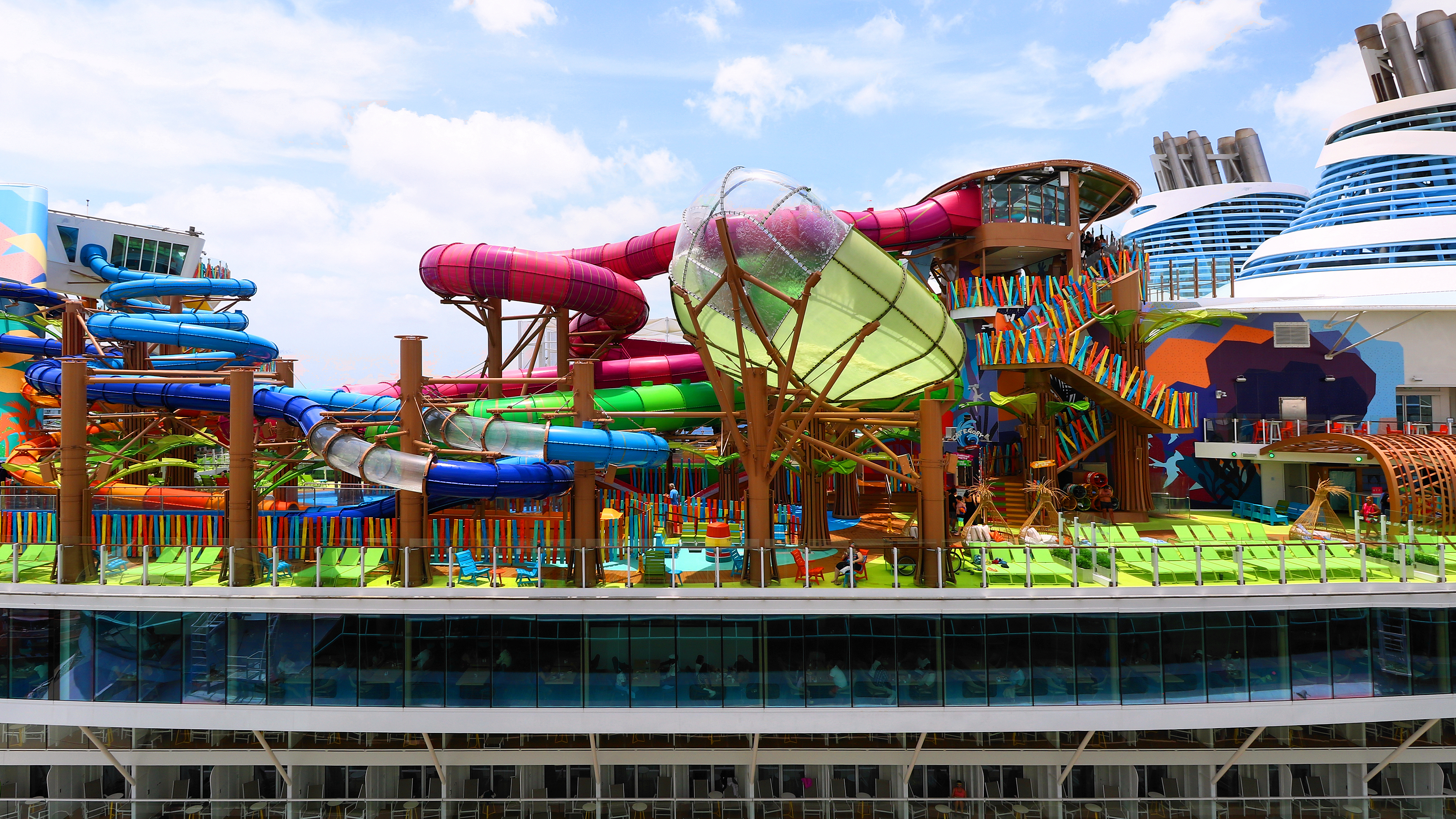
Parque acuático Thrill Island en el Icon of the Seas